# Горня Єленська
Горня Єленська (хорв. Gornja Jelenska) — населений пункт у Хорватії, у Сисацько-Мославинській жупанії у складі громади Поповача.

## Населення
Населення за даними перепису 2011 року становило 757 осіб.
Динаміка чисельності населення поселення:

## Клімат
Середня річна температура становить 10,99 °C, середня максимальна – 24,70 °C, а середня мінімальна – -5,01 °C. Середня річна кількість опадів – 883 мм.
| Клімат поселення                              | Клімат поселення | Клімат поселення | Клімат поселення | Клімат поселення | Клімат поселення | Клімат поселення | Клімат поселення | Клімат поселення | Клімат поселення | Клімат поселення | Клімат поселення | Клімат поселення | Клімат поселення |
| Показник                                      | Січ.             | Лют.             | Бер.             | Квіт.            | Трав.            | Черв.            | Лип.             | Серп.            | Вер.             | Жовт.            | Лист.            | Груд.            |                  |
| Середній максимум, °C                         | 6,76             | 8,50             | 12,54            | 16,86            | 21,50            | 24,70            | 23,60            | 23,28            | 19,38            | 14,56            | 9,17             | 5,01             |                  |
| Середня температура, °C                       | 0,88             | 2,63             | 6,68             | 10,97            | 15,60            | 18,82            | 20,49            | 20,18            | 16,28            | 11,45            | 6,06             | 1,90             |                  |
| Середній мінімум, °C                          | −5,01            | −3,26            | 0,76             | 5,08             | 9,72             | 12,92            | 17,39            | 17,05            | 13,18            | 8,35             | 2,96             | −1,21            |                  |
| Норма опадів, мм                              | 53               | 51               | 59               | 71               | 79               | 94               | 81               | 84               | 78               | 79               | 86               | 68               |                  |
| Середньомісячна швидкість вітру, м/с          | 1.98             | 2.20             | 2.58             | 2.41             | 2.23             | 2.02             | 2.00             | 1.80             | 1.87             | 1.93             | 2.00             | 2.00             |                  |
| Середньомісячна сонячна радіація, кДж/м²·день | 4249             | 7040             | 10767            | 15176            | 19488            | 21350            | 22448            | 19550            | 14509            | 9021             | 4793             | 3463             |                  |
| --------------------------------------------- | ---------------- | ---------------- | ---------------- | ---------------- | ---------------- | ---------------- | ---------------- | ---------------- | ---------------- | ---------------- | ---------------- | ---------------- | ---------------- |
| Джерело:                                      |                  |                  |                  |                  |                  |                  |                  |                  |                  |                  |                  |                  |                  |